# The Format
The Format es una banda de indie rock de Arizona fundada por Nate Ruess y Sam Means. La banda anunció que se tomaba un descanso indefinido el 4 de febrero de 2008. Su estilo es considerado como una mezcla de indie, música alternativa, punk y música folk, con elementos musicales de los 60s y los 70s. Aunque Means y Ruess son los principales miembros de la banda, han estado de gira y grabado con Mike Schey, Mark Buzard, Don Raymond y Adam Boyd.

## Discografía

### Álbumes de estudio
- Interventions + Lullabies (Elektra, 2003)
- Dog Problems (The Vanity Label, 2006)

### Recopilatorios
- B-Sides & Rarities (The Vanity Label, 2007)

### EP
- EP (Western Tread, 2002)
- Snails (Atlantic, 2005)
- Live from the Living Room: Volume One (The Vanity Label, 2006)
- And Now I Hope You're Alright - Live in California (The Vanity Label, 2006)
- The Format Live: Exporting Insecurity (The Vanity Label, 2006)